# VV Fortuna in het seizoen 1966/67
Het seizoen 1966/1967 was het 12e jaar in het bestaan van de Vlaardingense betaaldvoetbalclub Fortuna. De club kwam uit in de Tweede divisie en eindigde daarin op de zesde plaats.

## Wedstrijdstatistieken

### Tweede divisie
|       | AGOVV | Baronie | EDO   | Excelsior | Gooiland | Haarlem | Heerenveen | Helmondia '55 | Hermes DVS | Hilversum | HVC   | Limburgia | NOAD  | PEC   | Roda JC | Tubantia | Veendam | FC VVV | Wageningen | Wilhelmina | ZFC   | Zwolsche Boys |
| ----- | ----- | ------- | ----- | --------- | -------- | ------- | ---------- | ------------- | ---------- | --------- | ----- | --------- | ----- | ----- | ------- | -------- | ------- | ------ | ---------- | ---------- | ----- | ------------- |
| Thuis | 3 – 1 | 3 – 1   | 1 – 0 | 3 – 1     | 0 – 0    | 2 – 2   | 4 – 0      | 1 – 1         | 0 – 1      | 1 – 0     | 1 – 1 | 0 – 1     | 4 – 0 | 3 – 0 | 1 – 1   | 2 – 0    | 3 – 1   | 1 – 1  | 0 – 0      | 4 – 2      | 4 – 0 | 4 – 0         |
| Uit   | 2 – 3 | 1 – 1   | 0 – 1 | 1 – 1     | 0 – 0    | 2 – 0   | 0 – 1      | 0 – 1         | 3 – 0      | 1 – 0     | 3 – 1 | 0 – 0     | 1 – 0 | 2 – 2 | 3 – 1   | 0 – 3    | 1 – 1   | 0 – 0  | 0 – 0      | 1 – 1      | 1 – 3 | 1 – 1         |

## Statistieken Fortuna 1966/1967

### Eindstand Fortuna in de Nederlandse Tweede divisie 1966 / 1967
| Stand | Gespeeld | Gewonnen | Gelijk | Verloren | Punten | Doelpunten voor | Doelpunten tegen |
| ----- | -------- | -------- | ------ | -------- | ------ | --------------- | ---------------- |
| 6e    | 44       | 19       | 17     | 8        | 55     | 66              | 37               |

### Topscorers
| Competitie \| # \| Naam \| \| \| -------------- \| -------------------- \| -- \| \| 1. \| Ed Verweel \| 13 \| \| 2. \| Maarten van der Zwan \| 10 \| \| 3. \| Luc Dumont \| 9 \| \| 4. \| Wim Freriks \| 7 \| \| 4. \| Jerrie Kruit \| 7 \| \| 6. \| Jan Baksteen \| 4 \| \| 6. \| Kees Blankenstein \| 4 \| \| 6. \| Ger Pijl \| 4 \| \| 9. \| Marcus Schippers \| 3 \| \| 10. \| Ger Robbemond \| 2 \| \| 11. \| Cees Bouman \| 1 \| \| 11. \| Theo Joppe \| 1 \| \| Eigen doelpunt \| \| \| \| 1. \| Jan Koops (PEC) \| 1 \| \| Totaal \| Totaal \| 66 \| |                      |      |
| # | Naam                 | Goal |
| 1. | Ed Verweel           | 13   |
| 2. | Maarten van der Zwan | 10   |
| 3. | Luc Dumont           | 9    |
| 4. | Wim Freriks          | 7    |
| 4. | Jerrie Kruit         | 7    |
| 6. | Jan Baksteen         | 4    |
| 6. | Kees Blankenstein    | 4    |
| 6. | Ger Pijl             | 4    |
| 9. | Marcus Schippers     | 3    |
| 10. | Ger Robbemond        | 2    |
| 11. | Cees Bouman          | 1    |
| 11. | Theo Joppe           | 1    |
| Eigen doelpunt |                      |      |
| 1. | Jan Koops (PEC)      | 1    |
| Totaal | Totaal               | 66   |

## Voetnoten
AGOVV · Baronie · EDO · Excelsior · Fortuna · Gooiland · Haarlem · Heerenveen · Helmondia '55 · Hermes DVS · Hilversum · HVC · Limburgia · NOAD · PEC · Roda JC · Tubantia · Veendam · FC VVV · Wageningen · Wilhelmina · ZFC · Zwolsche Boys